# Kom igen Henry
Kom igen Henry (engelska: Carry On Henry) är en så kallad Carry On-film, en av många i denna serie av lågbudgetfilmer regisserade av Gerald Thomas och producerade av Peter Rogers. I dem blandas fars, parodi och skämt baserade på dubbelmeningar, och ses som klassiska exempel på brittisk humor.
I Carry on, Henry från 1970 skämtas det om Henrik VIII (spelad av Sid James) och hans många fruar, man lägger till och med äktenskap som aldrig existerat i verkligheten.

## Rollista
| Sid James        | – King Henry VIII        |
| Kenneth Williams | – Thomas Cromwell        |
| Charles Hawtrey  | – Sir Roger de Lodgerley |
| Joan Sims        | – Queen Marie            |
| Terry Scott      | – Cardinal Wolsey        |
| Barbara Windsor  | – Bettina                |
| Kenneth Connor   | – Lord Hampton of Wick   |
| Julian Holloway  | – Sir Thomas             |
| Peter Gilmore    | – King Francis of France |
| Julian Orchard   | – Duc de Poncenay        |
| Gertan Klauber   | – Bidet                  |
| David Davenport  | – Major Domo             |
| Margaret Nolan   | – Buxom Lass             |
| William Mervyn   | – Physician              |
| Norman Chappell  | – First Plotter          |